# Pierwomrówka podziemna
Pierwomrówka podziemna (Formica cunicularia) – gatunek mrówki z podrodziny Formicinae.
Pierwomrówka podziemna występuje w dobrze nasłonecznionych środowiskach. Buduje gniazda z niewielkim ziemnym kopcem. Rzadko oddala się więcej niż o 10 m od gniazda. Formica cunicularia jest mrówką termofilną i przy temperaturze gruntu poniżej 14 °C mrówka ta nie opuszcza gniazda.
Ubarwienie brunatne z czerwonobrunatnymi nogami i czułkami. Niekiedy w części środkowej jaśniejsza podobnie do pierwomrówki krasnolicej (Formica rufibarbis). Robotnice mają wielkość od 4 do 6 mm, natomiast królowa około 9 mm.
Loty godowe w sierpniu.
Owad eurokaukaski. W Polsce szeroko rozprzestrzeniony.

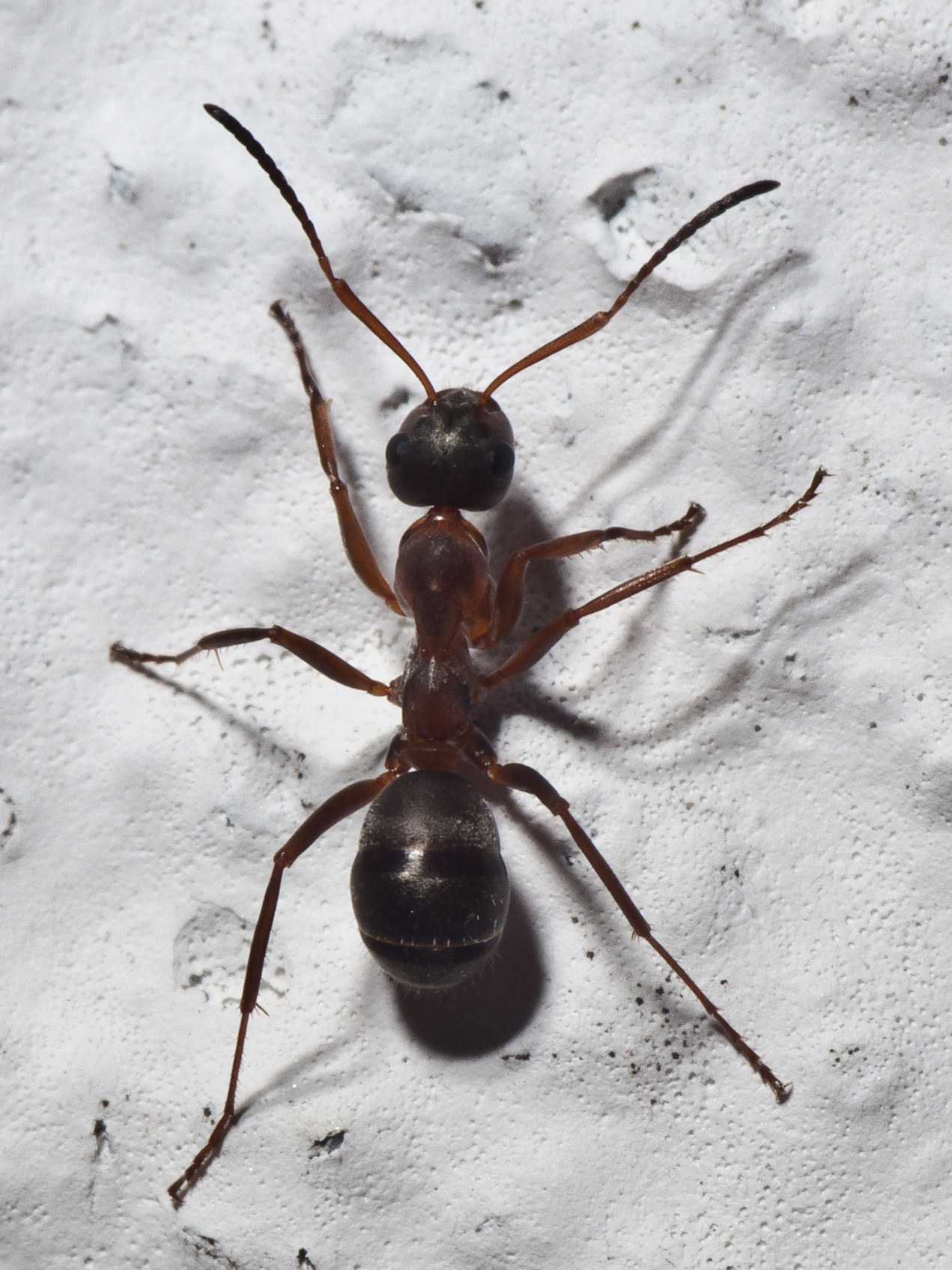
Robotnica